# Карасу (Сайрамський район)
Карасу́ (каз. Қарасу) — село у складі Сайрамського району Туркестанської області Казахстану. Адміністративний центр Карасуського сільського округу.
До 1993 року село називалось Чорноводськ.
Населення — 14119 осіб (2021; 10294 у 2009, 7432 у 1999, 6704 у 1989).
26 березня 2015 року до села було приєднано територію площею 9,70 км².